# Чаква
Чаква (укр. Чаква) — село в Антоновской сельской общине Варашского района Ровненской области Украины.
До 2020 года входило во Владимирецкий район.
Население по переписи 2001 года составляло 533 человека. Почтовый индекс — 34380. Телефонный код — 3634. Код КОАТУУ — 5620880302.